# 403
Năm 403 là một năm trong lịch Julius.